# Гульєльмо Епіфані

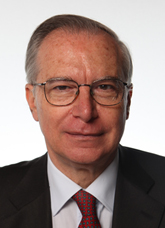
Гульєльмо Епіфані

Гульєльмо Епіфані (італ. Guglielmo Epifani; 24 березня 1950, Рим, Лаціо, Італія — 7 червня 2021) — італійський профспілковий активіст і політик. Член Палати депутатів Італії з 2013.

## Життєпис
У 1973 закінчив філософський факультет Римського університету ла Сапієнца.
З 1974 по 1978 працював лектором на факультеті літератури у тому ж університеті. Окрім того, він приєднався до Загальної італійської конфедерації праці.
У 1979 призначений на посаду генерального секретаря Союзу поліграфічної промисловості.
У 1990 перейшов до секретаріату ЗІКП, з 1994 — заступник генерального секретаря. Обирався до Національної ради економіки і праці.
У 2002 очолив ЗІКП, найбільш численну італійську профспілку (до 2010).
11 травня 2013 став секретарем Демократичної партії, обіймав цю посаду до 15 грудня того ж року. До цього був членом «Лівих демократів» та Італійської соціалістичної партії.